# Pantherodes pardalaria
Pantherodes pardalaria là một loài bướm đêm trong họ Geometridae.